# Helmut Meisolle
Helmut Meisolle (* 31. August 1940 in Dankersen; † 12. Juni 2002) war ein deutscher Handballspieler und -funktionär. Als Torwart spielte er für den TSV Grün-Weiß Dankersen in der Feldhandball-Bundesliga, mit dem er drei Mal Deutscher Meister wurde. Für die deutsche Nationalmannschaft lief er sechsmal auf.

## Karriere
Meisolle stieß als A-Jugendlicher im Herbst 1958 zur ersten Mannschaft des TSV Grün-Weiß Dankersen und etablierte sich dort aufgrund hervorragender Leistungen. Viermal verpasste er mit dem Verein zunächst die deutsche Meisterschaft mit dem Vize-Titel äußerst knapp. Dreimal auf dem Feld (1962, 1964 und 1965) und einmal in der Halle (1965). Bei der 12:13-Endspiel-Niederlage gegen TC Frisch Auf Göppingen wurde Meisolle überraschenderweise als Kreisläufer eingesetzt, blieb jedoch ohne Torerfolg. In den folgenden Jahren gewann er dann reihenweise Titel auf dem Feld. Dreimal feierte er die Deutsche Meisterschaft (1967, 1970 und 1971). Ebenso häufig konnte der nur dreimal ausgespielte Feldhandball-Europapokal gewonnen werden (1968–1970). Dazwischen lag eine weitere Vizemeisterschaft 1969. Meisolle gehört damit zur sogenannten „Jahrhundertmannschaft“ Dankersens. Nach dem Gewinn der Feld-Meisterschaft 1971 wollte er ursprünglich seine Karriere im Leistungssport beenden, griff in der Saison 1972 allerdings erneut ein und spielte danach noch in der 2. bzw. 3. Mannschaft.
Meisolle blieb Grün-Weiß Dankersen bis zu seinem Tod in vielen weiteren Funktionen erhalten. Unter anderem stand er von 1985 bis 1992 als 1. Vorsitzender an der Spitze. Später war er Geschäftsführer und 2. Vorsitzender und organisierte bis zu seiner Erkrankung die Auswärtsfahrten für die Anhänger des Vereins. Zudem ist er Träger des Goldenen Ehrenringes.
Für die deutsche Nationalmannschaft debütierte er am 3. Juni 1962 gegen die Niederlande in Roermond. Insgesamt absolvierte er fünf Länderspiele.
Meisolle war seit 1964 mit Ehefrau Anita verheiratet und hatte zwei Töchter. Er war gelernter Maschinenschlosser, wechselte später allerdings in den kaufmännischen Bereich.
Am 12. Juni 2002 erlag er einem Krebsleiden. Die Krankheit wurde vier Monate zuvor diagnostiziert. Im November 2002 beschloss der TSV GWD Minden auf seiner Jahreshauptversammlung das Jugendheim des Vereins fortan Helmut-Meisolle-Jugendheim zu nennen.

## Erfolge
- Deutscher Meister (3): 1967, 1970, 1971
  - Deutscher Vizemeister (5): 1962, 1964, 1965 Halle, 1965, 1969
- IHF-Europapokalsieger (3): 1968, 1969, 1970